# Blue Prince
Blue Prince es un juego de aventuras y rompecabezas con elementos roguelike desarrollado por Dogubomb y publicado por Raw Fury. Se lanzó el 10 de abril de 2025 para los sistemas PlayStation 5, Windows y Xbox Series X/S. El juego desafía al jugador a explorar una mansión con habitaciones en constante cambio, representadas por una construcción ad hoc de las habitaciones de la mansión a través de la redacción de cartas aleatorias que representan nuevas habitaciones, con el objetivo de llegar a una 46.ª habitación oculta. Al no poder llegar a la sala 46 después de usar todos sus pasos, se ven obligados a abandonar la mansión y reiniciar la mayor parte de la mansión reiniciada y aleatorizada para la siguiente ejecución. Además, la mansión incluye tradiciones y otros misterios que el jugador puede resolver.
Blue Prince fue desarrollado durante ocho años por el desarrollador en solitario Tonda Ros. Ros se vio influenciado por el libro ilustrado Maze: Solve the World's Most Challenging Puzzle de Christopher Manson y otros libros de rompecabezas, además de juegos de mesa que incluían redacción.
El juego recibió elogios de la crítica tras su lanzamiento.

## Jugabilidad
El jugador asume el papel de Simon P. Jones, a quien le fue en herencia la finca Mt. Holly, una mansión propiedad de su difunto tío abuelo Herbert S. Sinclair. La única estipulación en el testamento de Herbert es que Simon debe localizar una habitación número 46 oculta dentro de la mansión para asegurar su herencia. Si no logran llegar a esa habitación en un solo día, Simon debe comenzar la búsqueda de nuevo al día siguiente, ya que la arquitectura de la casa se reorganiza durante la noche. Si bien descubrir la habitación 46 es el objetivo principal del juego, hay otros misterios que el jugador puede descubrir relacionados con la mansión, como la desaparición de la autora infantil Marion Marigold.
La mansión está representada por una cuadrícula de 45 mosaicos de habitaciones, de nueve filas por cinco. Solo dos salas persisten en las mismas ubicaciones todos los días: el vestíbulo de entrada donde comienza el jugador y la antecámara que conduce a la sala número 46 en el lado opuesto del mapa. Al abrir una puerta a una nueva habitación, se le solicita al jugador que diseñe esa habitación eligiendo uno de tres planos seleccionados al azar para colocar en el espacio adyacente. Sin embargo, las puertas y las paredes de la nueva habitación deben estar alineadas con las habitaciones ya ubicadas, y varias habitaciones son callejones sin salida.
Al colocar una habitación, el jugador recibe información sobre el contenido de la misma. Esto puede incluir llaves (usadas para abrir puertas cerradas a otras habitaciones), gemas (usadas para comprar ciertos planos de planta), monedas (usadas para comprar alimentos y herramientas) y herramientas que pueden ayudar a acceder a espacios en habitaciones específicas. Las habitaciones también pueden incluir rompecabezas, algunos de los cuales están aislados en la habitación misma, mientras que otros requieren buscar en varias habitaciones para deducir la respuesta. Las salas tienen diferentes niveles según la fila de la cuadrícula en la que se hayan jugado, y las salas de nivel superior tienen rompecabezas más complejos o recompensas más lucrativas. Pasar de una habitación a otra cuesta un "paso". El jugador comienza cada día con 50 pasos, pero puede reponerlos comiendo alimentos y entrando a las habitaciones. Una vez que el jugador agota sus pasos o descubre que no puede avanzar más, se ve obligado a abandonar la mansión por la noche y abandonar todos los objetos que ha recolectado. Hay formas de llevar objetos entre partidas, así como también obtener mejoras permanentes que brindan pasos, gemas o monedas adicionales al comienzo de una partida. El jugador también conserva el conocimiento de los rompecabezas más grandes de la mansión y se le anima a tomar notas. Una vez que el jugador haya llegado con éxito a la sala 46 por primera vez, desbloqueará desafíos para futuras partidas y podrá recolectar trofeos para indicar los desafíos completados.

## Desarrollo
Blue Prince fue desarrollado principalmente por Tonda Ros. Antes del desarrollo, solía organizar reuniones anuales con sus amigos en diferentes casas de vacaciones alquiladas y dedicaba tiempo a idear un juego de rompecabezas que abarcara la casa basándose en las ideas del juego de mesa Jewels in the Attic de 1992. Se había inspirado en el documental Indie Game: The Movie, que le había demostrado que era posible crear juegos completos con un simple conjunto de herramientas de desarrollo. Después de jugar los juegos Gone Home y The Witness, Ros se inspiró para probar ideas con el motor de juego Unity, descubriendo que el desarrollo sería más fácil de lo que originalmente pensó.
Una influencia principal para Ros para Blue Prince fue The Maze: Solve the World's Most Challenging Puzzle de Christopher Manson, un libro con 45 habitaciones ilustradas que desafiaba al lector a encontrar el camino más corto desde la entrada hasta el centro del laberinto y de regreso, y cuando se publicó por primera vez, contaba con un premio monetario para aquellos que lo resolvieran dentro de un tiempo limitado. Maze había intrigado a Ros en su juventud, y lo consideró un predecesor de los juegos de aventuras en primera persona modernos. Ros pudo encontrar un grupo de Maze en línea y a través de ellos contactó y encargó a Manson que desarrollara el arte y uno de los rompecabezas dentro de Blue Prince. Otros rompecabezas del juego se inspiraron en los de Martin Gardner y Raymond Smullyan. Otros libros de "misterio de sillón" contribuyeron a las ideas de Ros para El príncipe azul, incluido Masquerade de Kit Williams. Otra área de influencia para Blue Prince fueron los juegos de cartas y de mesa que incluían selección, donde los jugadores seleccionaban una carta u otra ficha de un grupo aleatorio, como en Magic: The Gathering y Agricola. Quería que la resolución de rompecabezas fuera similar a cómo los juegos de The Legend of Zelda colocaban pistas para las soluciones de los rompecabezas en ubicaciones dispares, pero no requerían que el jugador encontrara todas las pistas para progresar.
Alrededor de 2016, Ros comenzó a jugar con la idea de desarrollar un prototipo, con la intención de dedicarle solo unos seis meses, pero a medida que sus ideas tomaban forma, optó por dejar su trabajo de desarrollo comercial para centrarse en el juego y dedicó ocho años a desarrollarlo más, utilizando sus ahorros privados, así como los ingresos por publicidad para un sitio web de Magic: The Gathering que había estado ejecutando. Si bien el juego fue desarrollado principalmente como un proyecto de una sola persona, Ros también encargó trabajos a otros, incluido el director de arte Davide Pellino y el dúo de jazz Trigg & Gusset, para ayudar con la atmósfera del juego. Ros había llevado a Pellino alrededor de dos años de desarrollo para reemplazar los recursos básicos de Unity que usó para prototipar el juego con arte original; Ros pensó que este esfuerzo habría llevado seis meses, pero esto se extendió a tres años para desarrollar un estilo artístico único para el juego. El juego estuvo completamente disponible para jugar en 2021, después de lo cual Ros pasó la mayor parte del resto del período de desarrollo equilibrándolo, asegurándose de que las pistas sobre los acertijos y la estructura del juego se presentaran en varios lugares, además de "ensanchar el pozo" al expandir los misterios y apoyar la tradición que el jugador podía encontrar dentro del juego.
Ros originalmente planeaba usar el nombre "Bequest". Sin embargo, durante el desarrollo, se lanzó un juego con ese nombre en Steam. Como tal, Ros buscó otro título. Finalmente se decidió por Blue Prince, en parte debido al juego de palabras con "planos"; pero también se convirtió en un tema para los rompecabezas dentro del juego. Ros utiliza el concepto de "dibujo" con un doble sentido : el término se refiere tanto a la selección de una nueva habitación de un conjunto aleatorio como a la idea de dibujar planos en un plan arquitectónico.

## Recepción
Blue Prince recibió elogios de la crítica por las versiones para PC y Xbox Series X/S, mientras que la versión para PlayStation 5 recibió críticas generalmente favorables, según el sitio web de reseñas Metacritic .    En el momento de su lanzamiento, era el juego mejor calificado en 2025 según los promedios de Metacritic. OpenCritic determinó que el 95% de los críticos recomiendan el juego. 

En la reseña Eurogamer, Christian Donlan destacó el hecho de que el juego mantenga sus secretos ocultos y los revele lentamente como el aspecto más impresionante. "Es el placer de descubrir aspectos ocultos de cosas que creías comprender plenamente, el placer de volver a algo que creías sencillo y descubrir que no lo es en absoluto." 